# Anton Bruckner

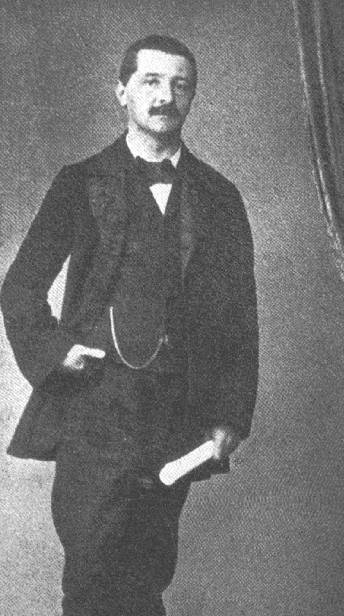
Anton Bruckner

Anton Bruckner (ur. 4 września 1824 w Ansfelden, zm. 11 października 1896 w Wiedniu) – austriacki kompozytor i organista, neoromantyk, przedstawiciel klasycznego romantyzmu.

## Życiorys
Anton Bruckner urodził się jako syn wiejskiego nauczyciela i organisty, w biednej, religijnej i muzykalnej rodzinie, w górnej Austrii, w Ansfelden. Jego matka śpiewała w kościelnym chórze. Przejawiał talent do gry na skrzypcach w wieku czterech lat, a w wieku dziesięciu ćwiczył już grę na organach.
Karierę muzyczną rozpoczął kolejno jako chórzysta, nauczyciel i organista w klasztorze augustianów św. Floriana w Linzu. W latach 1858–1868 organista w tamtejszej katedrze, następnie mianowany profesorem konserwatorium w Wiedniu. W 1886 roku został odznaczony krzyżem kawalerskim Orderu Franciszka Józefa.
Rola historyczna Brucknera sprowadza się głównie do osiągnięć na polu symfoniki. Fascynacja tym gatunkiem wywodzi się z dwóch źródeł:
- nurt klasyczny Beethovena i Schuberta – widoczne jest to w monumentalizmie, ogromnych rozmiarach i koncepcji formy symfonicznej

- dramat muzyczny Wagnera – wpływ mistrza z Bayreuth zaznacza się w harmonii i instrumentacji

Obok wyżej wymienionych wpływów w muzyce Brucknera zauważyć można oddziaływanie austriackiej muzyki ludowej i faktury polifonicznej. Mimo iż Bruckner należy do entuzjastów muzyki Wagnera, to sam reprezentuje nurt muzyki absolutnej. Zauroczenie Wagnerem niejednokrotnie budziło sprzeciw konserwatywnej krytyki – między innymi Eduarda Hanslicka.
Oprócz muzyki symfonicznej Bruckner uprawia twórczość religijną, która łączy mistrzostwo sztuki symfonicznej z kunsztem polifonii. Głos ludzki w tych utworach jest traktowany podobnie jak u Wagnera – jako jeden z instrumentów orkiestry.
Najważniejsze dzieła:
- 8 symfonii (oraz dziewiąta niedokończona) – między innymi III Wagnerowska d-moll, IV Romantyczna Es-dur, VII E-dur, IX d-moll – niedokończona – Bruckner pozostawił 3 części oraz szkice finału, które zostały częściowo zagubione, a następnie zrekonstruowane. Oprócz dziewięciu numerowanych symfonii jest też Bruckner autorem Symfonii f-moll, znanej jako „Studencka”, skomponowanej podczas studiów u O. Kitzlera oraz Symfonii d-moll, znanej jako Zerowa (Nullte), skomponowanej już po Symfonii I, ale oznaczonej przez Brucknera numerem „0” na znak odrzucenia tego utworu[5].
- 3 msze (nr 1 d-moll, nr 2 e-moll, nr 3 f-moll), psalmy, motety

- Te Deum – na 4 głosy solowe, chór, orkiestrę i organy.

- Requiem d-moll (1849)

## Symfonie
| SYMFONIE         |                            |         |                     |             |
| Tytuł            | Nazwa                      | Tonacja | Kompozycja, Rewizje | Trwanie     |
| Symfonia szkolna | « 00 »                     | f-moll  | 1863                | 40-45 minut |
| Symfonia nr 0    | « Die Nullte », « Zerowa » | d-moll  | 1869                | 45-55 minut |
| Symfonia nr 1    |                            | c-moll  | 1866, 1891          | 45-55 minut |
| Symfonia nr 2    |                            | c-moll  | 1872, 1876          | 65-75 minut |
| Symfonia nr 3    | « Wagnerowska »            | d-moll  | 1877, 1889          | 70-80 minut |
| Symfonia nr 4    | « Romantyczna »            | Es-dur  | 1880, 1888          | 65-80 minut |
| Symfonia nr 5    |                            | B-dur   | 1876                | 75-80 minut |
| Symfonia nr 6    |                            | A-dur   | 1881                | 55–65 minut |
| Symfonia nr 7    |                            | E-dur   | 1883                | 60-75 minut |
| Symfonia nr 8    |                            | c-moll  | 1887, 1890          | 75-90 minut |
| Symfonia nr 9    | (niedokończona)            | d-moll  | 1896                | 55-65 minut |